# The Sultans of Ping FC
The Sultans of Ping FC är ett irländskt punkband bildat 1988 av Niall O'Flaherty, Pat O'Connell, Paul Fennelly och Ger Lyons.

## Medlemmar
Nuvarande medlemmar
- Niall O'Flaherty – sång (1988–1996, 2005–)
- Pat O'Connell – gitarr (1988–1996, 2005–)
- Morty McCarthy – trummor (1991–1996, 2005–)
- Samuel Steiger – gitarr (1995–1996, 2005–)
- Ian Olney – basgitarr (2005–)

Tidigare medlemmar
- Paul Fennelly – basgitarr (1988–1990)
- Ger Lyons – trummor (1988–1991)
- John McAuliffe – basgitarr (1990–1991)
- Alan McFeely – basgitarr (1991–1996)

## Diskografi

### Album
Som "Sultans of Ping F.C."
- 1993 – Casual Sex in the Cineplex
- 1993 – Teenage Planet Sexy War

Som "Sultans of Ping"
- 1994 – Teenage Drug

Som "Sultans"
- 1996 – Good Year For Trouble

### Singlar (urval)
- 1991 – "What About Those Sultans?"
- 1992 – "Where's Me Jumper" (#67 - UK Singles Chart), (#8 - Irland)
- 1992 – "Stupid Kid" (#67 - UK Singles Chart), (#11 - Irland)
- 1992 – "Veronica" (#69 - UK Singles Chart)